# ویکتور بریژین
ویکتور بریژین (اوکراینی: Віктор Аркадійович Бризгін؛ زادهٔ ۲۲ اوت ۱۹۶۲) دونده اهل شوروی بود.
وی در مسابقات کشوری و بین‌المللی در مجموع برندهٔ ۱ مدال طلا، ۱ مدال نقره، ۱ مدال برنز شده‌است.